# 沙姆斯烏德丁·穆扎法爾·沙阿
沙姆斯烏德丁·穆扎法爾·沙阿，(?-1494)，孟加拉蘇丹國哈比沙王朝統治者，1490-1494年在位。
他是衣索比亞人，他是前蘇丹馬穆德二世的攝政，後殺死他自稱蘇丹，在波斯-印度歷史家的描述中他是一位暴君。他的殘酷使得貴族和他日益疏遠，在1494年他被他的阿拉伯人維齊爾阿拉烏丁·胡塞因沙所殺。